# Simen Brenne
Simen Brenne (* 17. März 1981 in Fredrikstad) ist ein norwegischer ehemaliger Fußballspieler.

## Vereinskarriere
Brenne begann seine Karriere beim Sportklub Selbak TiF aus seiner Heimatstadt Fredrikstad. Im Jahr 2000 unterschrieb er seinen ersten Profivertrag bei Moss FK. Zu Beginn noch Wechselspieler, schaffte er in seiner zweiten Profisaison 2002 den Durchbruch und erzielte als Stürmer 6 Saisontore. Als Moss in der Saison 2003 als Vorletzter in die Adeccoligaen abstieg, blieb er seinem Verein, als einer der wenigen Spieler, treu. Doch Moss konnte die vielen Abgänge nach dem Abstieg nicht verkraften und spielte daraufhin bis zuletzt gegen den Abstieg aus der zweiten Liga. Am Ende hielt man mit Platz 12 nur knapp die Klasse.
In Folge kehrte er in seine Heimatstadt zu Fredrikstad FK zurück, welches gerade den Aufstieg in die Tippeligaen geschafft hatte. In Fredrikstad wurde er vom Stürmer zum offensiven Mittelfeldspieler umfunktioniert, eine Position, die er bereits in seiner Jugend gespielt hatte. Daraufhin etablierte er sich endgültig im norwegischen Fußball und brachte über 3 Spielzeiten starke Leistungen. Als Höhepunkt, konnte er 2006 den Gewinn des Norwegischen Pokals feiern. Im Finale wurde Sandefjord Fotball mit 3:0 besiegt.

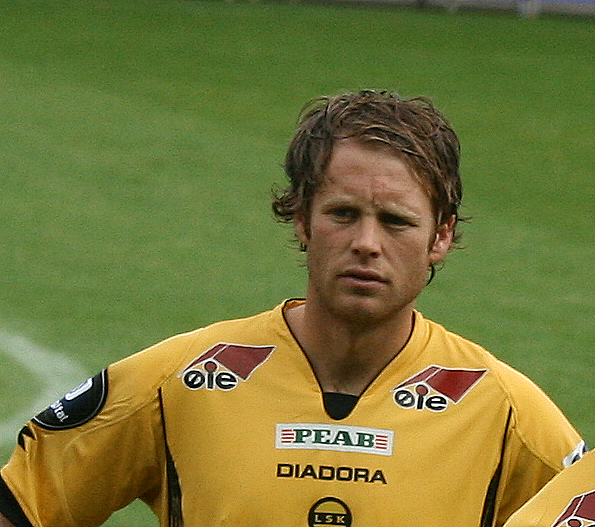
Brenne im Trikot von Lillestrøm SK (2008)

Danach wurde er für umgerechnet ca. € 400.000,- an Lillestrøm SK weiterverkauft. Einer starken Debütsaison, die ihm auch eine Einberufung in die Norwegische Nationalmannschaft einbrachte, folgte eine Katastrophensaison, in der Lillestrøm mit Tabellenplatz 12 nur knapp dem Abstieg entging. Brenne verletzte sich früh in der Saison und lief in Folge über die gesamte Spielzeit seiner Form nach.
Nach dem Fast-Abstieg wurde bei Lillestrøm umstrukturiert und der kostspielige Brenne bekam die Freigabe. In Folge wechselte er zur Spielzeit 2009 ligaintern zu Odd Grenland. Dort fand er wieder zu alter Stärke und erzielte 25 Tore in 107 Einsätzen. Nach mehreren Wechseln beendete er 2018 seine aktive Karriere.

## Nationalmannschaft
Im Rahmen des Jugendscoutingkonzepts des norwegischen Verbands, kam Brenne bereits 1997 zu zwei Einsätzen in der U-15 Jugendauswahl seines Landes. Es folgten 3 Jahre ohne Einberufung, ehe er als Moss-Spieler wieder in eine Jugendauswahlmannschaft zurückkehrte. Nach starken Leistungen in der Liga, erfolgte im selben Jahr der Aufstieg in die U-21-Auswahl, deren Kader er bis 2003 angehörte.
Am 24. März 2007 debütierte er in der Qualifikation zur Europameisterschaft 2008 in Österreich und der Schweiz beim 1:2 gegen die Bosnisch-herzegowinische Fußballnationalmannschaft für Norwegen. Im Folgespiel am 28. März 2007 gegen die Türkei gelang ihm sein erstes Tor zum zwischenzeitlichen 1:0 für Norwegen.
Nach seinem 5. Einsatz für Norwegen im Freundschaftsspiel gegen Wales am 6. Februar 2008 wurde er aufgrund schwacher Leistungen im Verein nicht mehr für die Nationalmannschaft nominiert.
Nachdem er seine Leistungen bei Odd Greenland wieder stabilisierte, zählt er in der Qualifikation zur Weltmeisterschaft 2010 wieder zum erweiterten Kreis der Nationalmannschaft.
Am 5. September 2009 gab er im Spiel gegen Island sein Comeback für Norwegen. Insgesamt stand Brenne in 15 Länderspielen von 2007 bis 2012 für Norwegens A-Nationalmannschaft auf dem Platz und erzielte dabei ein Tor.

## Erfolge
- 1× Cup Sieger: 2006